# Panning

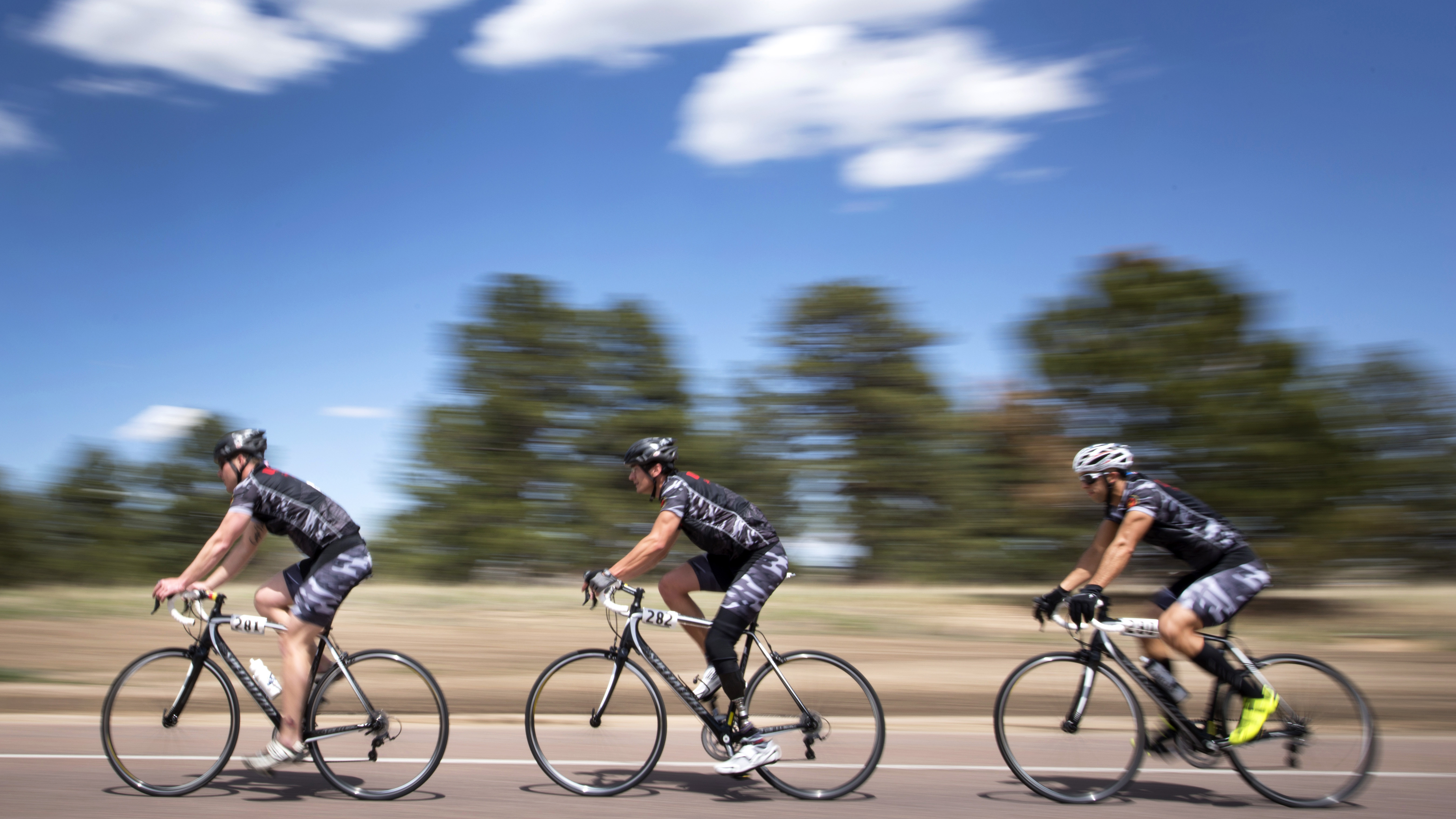
Un esempio di panning in cui la fotocamera ha seguito i ciclisti da destra a sinistra

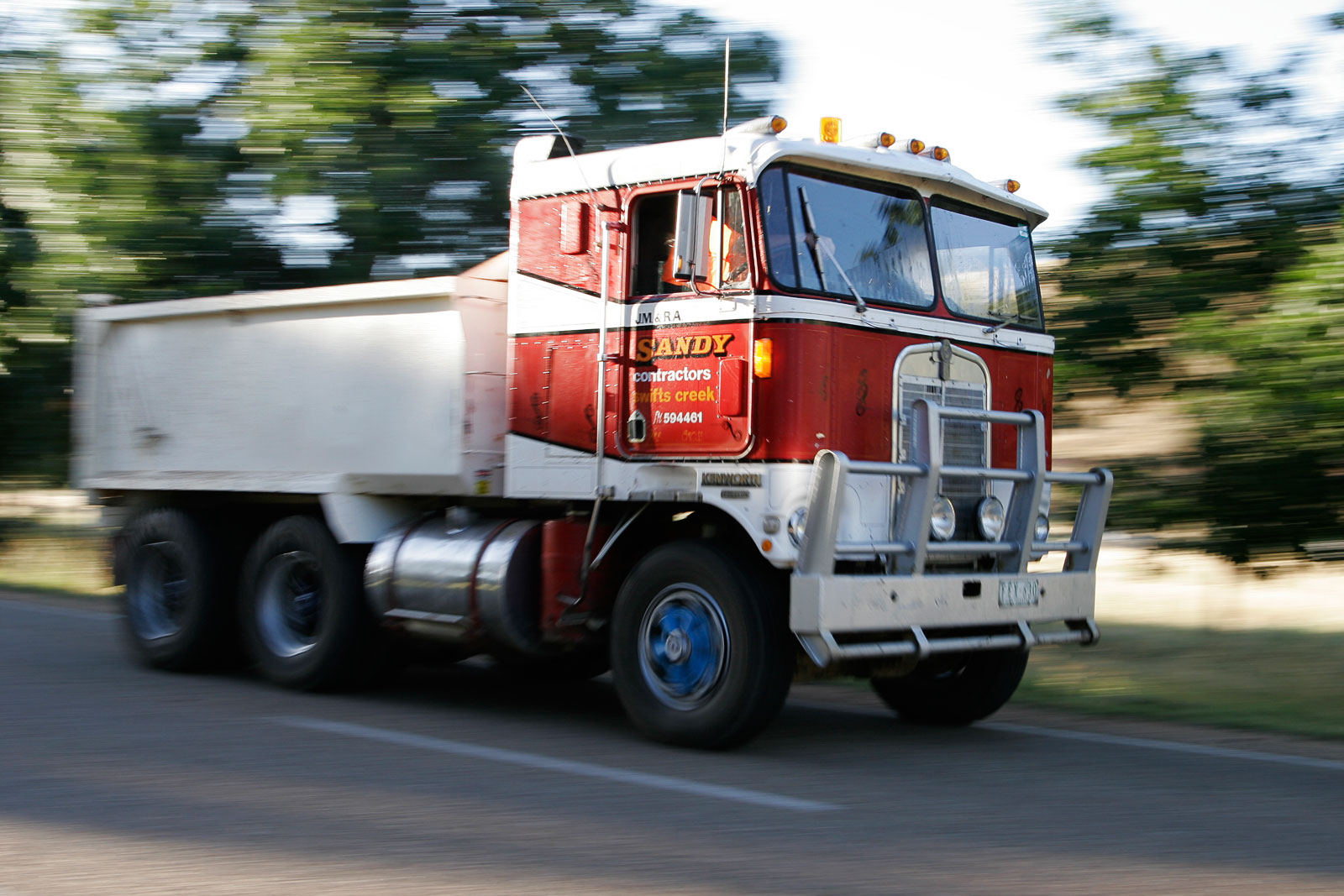
Un altro esempio di panning in cui la fotocamera ha seguito il soggetto da sinistra verso destra

In fotografia, il panning è una tecnica utilizzata per riprendere soggetti in movimento mantenendo l'impressione di dinamismo dell'immagine. 

## Tecnica
La tecnica consiste nel seguire con la fotocamera la direzione del soggetto in movimento (quindi da sinistra verso destra, o viceversa) con un tempo di esposizione (o di otturazione) che possa permettere di fotografare nitidamente il soggetto in movimento con l'effetto di una scia di mosso nello sfondo (creato dal movimento della fotocamera e dal relativo più lungo tempo di otturazione) che conferisce all'immagine dinamismo anziché l'ovvietà di una scena nitida in tutte le sue parti, ma altresì statica e "congelata"..L'effetto ottenuto si può intendere, in un certo senso, come il contrario del mosso: nel mosso, il soggetto in movimento appare sfumato o confuso, mentre lo sfondo (immobile) appare nitido; col panning, invece, il soggetto appare (più o meno) nitido mentre è mosso lo sfondo. Entrambe le soluzioni trasmettono l'impressione del movimento, ma la seconda ha il vantaggio di rappresentare chiaramente il soggetto, a cui va, generalmente, l'interesse dell'osservatore.
Un panning può essere chiamato tale quando nello sfondo si riesce a percepire una direzione di movimento ben definita.
La tecnica si può applicare se il movimento del soggetto è (grosso modo) perpendicolare all'orientamento della fotocamera; per esempio, nel caso in cui il fotografo sia sul bordo di una strada e riprenda un'automobile o un ciclista che gli passa di fronte, su un rettilineo o su una strada con una leggera curvatura (in questo caso la posizione migliore di scatto è all'interno della curvatura stessa). Il panning consiste nel seguire il soggetto in movimento con la fotocamera. Per una buona riuscita dell'immagine, è fondamentale che il movimento dell'inquadratura sia il più possibile fluido e il più precisamente possibile "solidale" col movimento del soggetto: a tale scopo, generalmente si inizia a seguire il movimento del soggetto prima di premere il pulsante di scatto. Inoltre, si consiglia di seguire il movimento del soggetto ruotando il corpo con perno sulle gambe (ben ferme) o sul bacino. In questo genere di scatti c'è sempre un margine di errore, per cui si richiede molta pratica ed è solitamente consigliabile eseguire più scatti per poter poi selezionare i migliori.
A seconda del soggetto prescelto, alcune parti di esso risulteranno comunque mosse, in quanto non si spostano in modo regolare lungo la traiettoria principale del movimento: è il caso delle gambe di un ciclista, delle gambe e le braccia di un corridore, e così via. Anche questo elemento può contribuire a produrre immagini interessanti ed efficaci nel caso in cui le parti del soggetto che rimangono nitide siano in effetti quelle di maggior interesse. Altri soggetti (per esempio le automobili) possono risultare nitidissime in quasi tutti i dettagli (per esempio, a meno dei cerchioni).
La scelta del tempo di esposizione è un elemento fondamentale nella buona riuscita del panning; non deve essere troppo breve (pena la perdita del mosso dello sfondo e quindi la vanificazione della tecnica) né troppo lungo (sia perché risulta più difficile mantenere un movimento fluido della fotocamera, sia perché sono poche le condizioni di ripresa in cui il soggetto mantiene a lungo una distanza e un angolo approssimativamente costanti rispetto al fotografo che lo segue). Alcune fotocamere sono dotate di vari-program esplicitamente pensati per il panning.